# Puchang (köping i Kina, Sichuan)
Puchang (kinesiska: 普昌镇, 普昌) är en köping i Kina. Den ligger i provinsen Sichuan, i den sydvästra delen av landet, omkring 230 kilometer sydväst om provinshuvudstaden Chengdu. Antalet invånare är 13 863. Befolkningen består av 6 597 kvinnor och 7 266 män. Barn under 15 år utgör 37 %, vuxna 15-64 år 58 %, och äldre över 65 år 4,0 %.
Genomsnittlig årsnederbörd är 1 391 millimeter. Den regnigaste månaden är juli, med i genomsnitt 272 mm nederbörd, och den torraste är januari, med 7 mm nederbörd.